# Split (musica)
Lo split è un supporto discografico di diversi formati (long playing, extended play o singolo), che contiene brani di due gruppi musicali, cantanti o musicisti; generalmente ciascuno degli artisti o gruppi musicali compare in una sola delle due facce del disco con uno o più brani.
Negli anni ottanta, oltre ai dischi in vinile, gli split sono stati realizzati anche in formato musicassetta dove, analogamente ai dischi in vinile, ciascuno dei due artisti o gruppi musicali occupavano uno solo dei due lati del nastro.
Negli anni novanta, col progressivo abbandono dei formati in vinile e in cassette ai quali veniva preferito il CD, sono stati realizzati split album in questo nuovo supporto nei quali, avendo questo formato un solo lato, comparivano prima un certo numero di brani di un primo artista e poi, a seguire, quelli del secondo.

## Caratteristiche
Lo split può eguagliare in struttura e durata un qualsiasi LP, 45 giri (sia singolo che EP) o doppio CD. Si differenzia dalla compilation di artisti vari per numero di musicisti e tipo di contributo: nello split figurano solitamente un massimo di due o tre artisti che contribuiscono con un brano ciascuno (nel caso di singolo) o più brani ciascuno (nel caso di album).
Dal 1999 al 2004 l'etichetta BYO Records ha pubblicato la BYO Split Series, una collana di split tra band punk rock. Nel terzo album della serie partecipano due band molto note come NOFX e Rancid; questo split presenta anche la particolarità che ogni band suona brani composti e registrati dall'altra band e viceversa.